# Bence Iszlai
Bence Iszlai (Veszprém, 29 maggio 1990) è un calciatore ungherese, centrocampista svincolato.

## Carriera

### Club
Ha giocato nella prima divisione ungherese.

### Nazionale
Tra il 2011 ed il 2012 ha totalizzato complessivamente 3 presenze ed una rete con la maglia della nazionale ungherese Under-21.